# 内部補助
内部補助（ないぶほじょ）は、一つの事業体が複数の製品やサービスを供給しているときに、ある製品やサービスで発生した損失を、他の製品やサービスから得た利益で補填することである。内部相互補助、交錯補助ともいう。同じ製品やサービスであっても、地域によって収益性に差があるときに、収益性の高い地域から低い地域に補填することも、内部補助に含まれる。
製品やサービスを供給するために必要な費用のうち、複数の製品やサービスの間で共通して発生する費用をどのように各製品・サービスに配分するかについては複数の方法が考えられるので、各事業分野の損益計算は簡単ではなく、したがって内部補助にあたるかどうかの判定も難しいとされる。
なお管理会計において、本社費や事業部間の共通費などを各事業部に配賦する際に、そうした共通費などから各事業部が受けたサービスの程度と無関係に配賦額を決定することで、一部の事業部がより多くの共通費を負担することも内部相互補助と呼んでいる。#管理会計における内部相互補助を参照。

## 定義
G.J.ポンソンビーは、「サービスの供給によって得ることのできる収入が、もし、事業者が当該サービスを供給しなければ、(a)直接的にあるいは間接的に、また、(b)短期的にあるいは長期的に、負わなくてすむ費用を償うのに不十分であることが知られているか、あるいは明確に予想されているサービス」が、内部補助を受けているサービスであると定義している。いいかえれば、その事業のためだけに必要な費用を、その事業から得られる収入で、直接的にも間接的にも、短期的にも長期的にも賄うことができない場合は、内部補助を受けている事業である。直接的には損失が出ていても間接的に利潤をもたらす事業や、短期的には損失が出ても長期的には利潤をもたらす事業など、当該事業部門を維持する方がその事業体にとって利益になるような場合（後述）は、ポンソンビーの定義する内部補助にはあたらない。
このようなサービスの供給は、一般の私企業においては発生しないはずのもので、仮に事業を行っている間に不採算となってこの条件に達した場合には、供給を打ち切るであろうものである。利潤を目的としていない公企業であるか、あるいは法律により事業への参入・退出や価格について規制を受けている私企業においてのみ、ポンソンビーの定義を満たしたサービスの供給が行われるとされる。
不採算サービスを維持する方法として内部補助の他に、税金からの補助金を投入する方法があり、内部補助に対して外部補助と呼ばれる。

### 判定方法

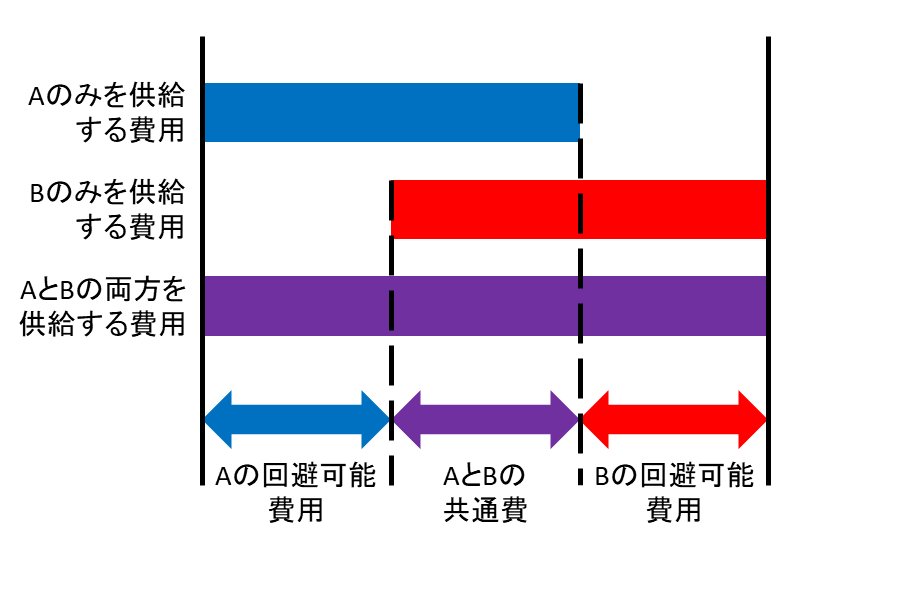
共通費と回避可能費用の考え方：AとBのどちらを供給するためにも必要な費用がAとBの共通費、Aを供給するためにのみ必要な費用をAの回避可能費用、Bを供給するためにのみ必要な費用をBの回避可能費用という、Aの回避可能費用という言葉は、Aの供給を止めれば回避することのできる費用、という意味である

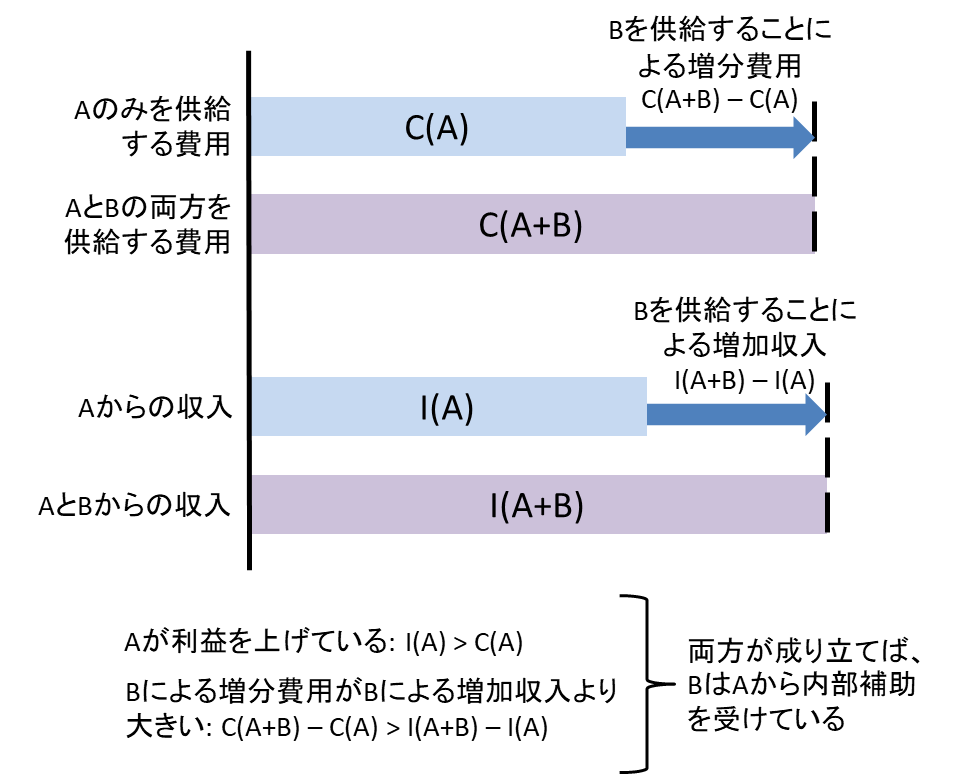
内部補助を判定するテスト：Aが利益を上げていて、かつBを供給することで追加で必要になる費用が追加で得られる収入を上回れば、BはAから内部補助を受けていると言える

単一事業体で複数の事業を行っていても、各事業間で共通費用が一切存在せず、各事業の直接費のみで費用が構成されるなら、収入が費用を下回っている事業が内部補助を受けていることになる。しかし部門間の共通費用が存在する場合には、共通費用の配分方法によって各部門に帰属される費用が異なってくる。
個々の事業の採算の判定には、収入としては直接当該事業に発生するもの、費用としては完全配賦原価（個別費と共通費配賦額の和）が用いられる。共通費は何らかの方法で各事業に配賦され、共通費配賦額まで含めて収入で賄えなければその事業は損失を生じていることになる。しかし、共通費の各事業への配賦方法には複数の方法があり、どの方法が正しい、あるいはもっともよいと結論することはできない。そのため、その事業がなければ発生しなかった費用（回避可能費用と呼ぶ）を負担しているのであれば、内部補助にはあたらないと考えられる。ここでAとBの2つの事業で構成されている事業体の例では、AとBのどちらを供給するためにも必要な費用をAとBの共通費、Aを供給するためにのみ必要な費用をAの回避可能費用、Bを供給するためにのみ必要な費用をBの回避可能費用という。
より一般的に、多数の事業部門がある事業体において、G.R.ファウルハーバーが定義した内部補助の存在しない状態とは以下のとおりである。
1. {\displaystyle px(p)=C(x(p))}
2. {\displaystyle p^{S}x^{S}(p)\geqq C(x(p))-C(x^{N/S}(p))\forall S\subset N}
この両式の条件を満たすとき、内部補助は行われていないと判断される。ここで、当該事業体はn個の財を供給しており、Nはこの財全体の集合、SはNの部分集合、N/SはSに属さない財の部分集合である。pはn次元ベクトルで各財の価格を表し（価格ベクトル）、x(p)もn次元ベクトルで、価格ベクトルpの条件での各財の供給量を表す。{\displaystyle p^{s}}と{\displaystyle x^{s}(p)}は、それぞれpとx(p)のSに属する財の次元への射影（いいかえれば、Sに属する財についてだけの価格および供給量）である。C(x(p))は、x(p)に関する費用関数である。
1式の意味するところは、左辺が各財の価格と各財の供給量をかけているので、すべての財の販売による総収入をあらわし、右辺がその時の生産費用をあらわしている。すなわち、総収入と総費用が等しいということである。2式の意味するところは、左辺は部分集合Sに属する財の価格と供給量をかけているので、部分集合Sに属する財による収入を表す。右辺はすべての財の生産費用から、部分集合Sに属さない財だけを生産したときの生産費用を差し引いた値である。すなわち、任意の部分集合Sについて、そのSに属する財を追加で生産することによる収入が費用の増加を上回るということである。
ここで1式から2式を引き、またN/S=Tとおくと、以下の式を得る。
3. {\displaystyle p^{T}x^{T}(p)\leqq C(x^{T}(p))\forall T\subset N}
これは、当該事業体のどの部門の収入も、その部門が単独で生産を行ったときの費用以下であるという意味である。
また2式と3式は任意の部分集合について成立するので、両者を合わせると以下の式を得る。
{\displaystyle C(x^{S}(p))+C(x^{N/S}(p))\geqq C(x(p))\forall S\subset N}
この式は、この事業体の財の生産活動をどのように2分割して別々に生産したとしても、その費用は一括で生産した場合の費用を上回るということを意味する。
さらに、E.E.ゼイジャックは、以下の5種類の内部補助判定方法を挙げている。
完全配賦費用テスト
共通費を定められた配分比率に基づいて各事業に配賦して、その事業の収入がその配賦額を含めた費用を上回る部門があれば、他の部門に対して内部補助を行っていると判定する。ただし共通費の配賦方法には恣意性が伴いがちであるという難点がある。
増分費用テスト
上記2式の条件を示す。すなわち、その財を追加で生産することによる収入が費用の増加を上回れば、内部補助を行っていないと判定する。1式の収支均衡制約の条件を加えるとファウルハーバーの定義と一致する。
単独採算費用テスト
上記3式の条件を示す。すなわち、その財による収入が、その財のみを単独で生産したときの費用を下回れば、内部補助を行っていないと判定する。1式の収支均衡制約の条件を加えるとファウルハーバーの定義と一致する。またファウルハーバーの定義で説明したように、収支均衡制約があるならば2式と3式は同じことを表しており、増分費用テストと単独採算費用テストは同じ結果となる。
便益マイナス料金テスト（純便益テスト）
増分費用テストおよび単独採算費用テストでは、消費者の便益が無視されていると考えたゼイジャックが、便益を考慮して判定する方法として提案したものである。当該事業体における任意の財について、複合生産における便益から費用（料金）を差し引いた値（純便益）が、その財を単独で生産した場合の純便益を上回り、かつ0以上であるとき、内部補助を行っていないと判定する。すなわち、単独で生産するよりも複合して生産した方が消費者の便益が大きくなれば、内部補助ではないとする。
負担テスト
ある部門を廃止したとき、その部門の収入の減少と、その部門の廃止の影響による他の部門の収入の増減を合計した値（当該事業体の収入の増減）が、その部門の支出の減少と、その部門の廃止の影響による他の部門の支出の増減を合計した値（当該事業体の支出の増減）を上回るならば、当該部門は他の部門から内部補助を受けていないと判定する。

### 内部補助ではないとされる例
以下のような事例は、形式的には他の事業の利益から補填を受けているように見えても、前述のポンソンビーの定義する内部補助にはあたらないとされる。見かけ上の内部補助とも呼ばれる。
事業立ち上げの初期の場合
新しい事業を開始した初期には損失を計上する場合があるが、長期的にはその事業で利益を出すようになり、当初の損失も回収できるならば、内部補助にはあたらない。この場合、損失を出している期間では、単年度の会計で見れば、その事業の損失を他の事業の利益で補填していることになる。純粋な民間企業であってもごくありふれた事例である。
事業が不可分である場合
事業別にみると損失を補填されているように見えるが、その事業が他の事業と不可分である場合は内部補助にはあたらない。例として、A地点とB地点を結んでトラックによる貨物輸送事業をおこなっている企業があり、AからBへの輸送需要は多いがBからAへの輸送需要はそれより少ない場合、BからAへの輸送は一部のトラックを空で回送するか、少なくとも満載できない状態で走ることになり、AからBへの輸送に比べて収益性で劣ることになる。BからAへの輸送単独で見て損失を計上する場合は、会計上はAからBへの輸送の利益で補填しているように見えるが、AからBへトラックを走らせた以上はBからAへトラックを回送することなしに事業を継続できないのは明らかであり、これらの事業は不可分である。全体として利益が出ているのであれば問題がない。
閑散期の事業である場合
需要に時間的な変動があり、閑散期に事業を実施すると、事業に直接必要な経費は賄えても、固定費の配賦額までは賄えない場合は、内部補助にはあたらない。
培養効果のある場合
その事業単独で見ると損失を補填されているように見えるが、その事業を行うことによってその事業体の他の事業に増収効果があり、そうした増収効果を含めた収入が費用を上回るならば、内部補助にはあたらない。例として、鉄道のローカル線や支線は、その路線単独での収入が支出を下回り損失を計上することがあるが、そうした支線があるために、支線に接続している他の路線の利用が増加して増収となることがある。そうした増収効果を含めたときに支出を償えるならば、培養効果があるとして内部補助にはあたらないとする。しかし実際に培養効果が発生しているかどうかの判定は容易ではない。
共通費の十分な負担ができない場合
複数の事業に共通の経費が存在し、ある事業から得られる収入が、その事業固有の経費は賄えるが、共通費の配分額を賄えないときは、内部補助にはあたらない。共通費の配分額全額を負担できなくてもいくらかでも負担しているのであれば、その事業を廃止してしまっても、他の事業が負担しなければならない共通費が増えるだけである。上記閑散期の事業である場合に類する。

## 問題点
内部補助を実現するためには、事業者はある程度の独占力を必要とする。特定の市場において、通常の市場原理に基づくよりも超過した利益を得ていなければ、損失を出す事業への補填ができないからである。規制によりこのような独占が形成されていれば内部補助を継続できるが、そうした規制が緩和または撤廃されると、収益性の高いサービスや地域、顧客のみを選別して低収益な市場を切り捨てる新規事業者が現れて収益が低下し、内部補助の継続が不可能となることがある。こうした高収益市場のみへの参入を、クリームスキミングまたはチェリー・ピッキングという。
内部補助のために事業者が利益の上がる市場で本来の価格より高い価格をつけると、需要と供給の関係から本来の価格であればその製品やサービスを購入できたはずの一部の消費者が排除されることになる。一方で内部補助を受けた事業分野では、本来の価格であれば購入できなかったはずの消費者へ製品やサービスを供給することになる。これは資源配分の歪みをもたらし、経済的な効率の低下を招く。また、内部補助が行われることによって、内部補助なしでも実現できる経済的に効率的な代替サービスの提供が阻害されてしまう面もある。
さらに内部補助が常態化すると、当該事業体の競争力の低下を招くことになるとともに、内部補助を受ける人と受けられない人の間の不公平も招く。さらに、たまたま強い競争力を持っている事業者の事業であるために内部補助を受けられて存続する事業がある一方で、内部補助の財源となる事業がなかったり十分な競争力を有しなかったりという理由で廃止に追い込まれる事業があることは、社会的不公正というべき問題である。
内部補助は、租税による所得再分配と同様の効果を持つ。独占的に提供される財を購入することで、消費者は補助をしたりされたりする。これは独占を実現するための規制が課税と同じ効果を持つことを意味している。経済理論の上では、このような特定の財を用いた再分配よりも、租税を用いて直接富を移転する方が効率が良いとされている。しかし規制による課税効果は一般に知覚されづらいという特徴があり、政治的には受け入れやすいものである。一方で、公的助成や公的補填の場合と違って、内部補助に頼った再分配には資金調達の方法や配分を巡る合理性に関する議論や民主的手続きが欠如しているという問題がある。
内部補助は、経済効率を低下させる可能性があるものの、多くの公企業・公益事業において公共性を発揮するために用いられてきた、現実的に有効な手段である。しかし、一部の赤字事業を支えるための内部補助であったはずが、利益の大きな市場における独占的地位を喪失した場合に事業体全体の赤字につながりやすく、そうなったときに公共性のある事業体は赤字を発生している事業の切り離しが困難であるという、潜在的な赤字誘発性を持っているという問題がより大きく取り上げられる。こうした問題を回避するためには、事業体の収支均衡制約を課すとともに、内部補助をどこまで適用するべきかについて事業体の自主的判断に委ねる必要がある。
また、2財の間で相互補完性（ある財の需要が増えると、もう一方の財の需要も増える関係）がある場合などには、一方の財から他方の財へ内部補助を行っている場合の便益の大きさが、内部補助を受けている財の生産を廃止した場合の残りの財の生産による便益の大きさより大きくなることがある。一方の財の需要によって他方の財の需要が支えられていた場合は、一方の廃止によって他方の価格上昇と需要減少をもたらすことがあるからである。したがって、内部補助が行われていても、その廃止は望ましくないと判断される場合がありうる。効率性と所得分配の効率性を組み合わせた社会的厚生を問題にする場合には、内部補助を容認するべきかどうかは社会的厚生に関する価値判断に依存することになる。社会的厚生を最大化する価格は、必ずしも内部補助を含まないとは限らない。

## ユニバーサルサービス
通信、電気、水道、郵便など国民生活に不可欠なサービスを全国一律で公平に供給することをユニバーサルサービスという。地域によって採算性に差があるために、ユニバーサルサービスを実現するためには、採算性の良い地域から悪い地域への内部補助が前提となることがあり、法的にユニバーサルサービス提供の義務を課す一方で、一定事業分野における独占的なサービス提供を保障するという制度になっていることが多い。

## 内部補助の例

### 郵便
郵便事業は多くの国においてユニバーサルサービスであるとされ、公有事業者が手紙を全国均一料金であまねく公平に配達する制度を採用しており、国民の情報通信に対するセーフティーネットとなるために、不採算となる地域でも一律のサービスを適用してきた。
ドイツにおいては、ユニバーサルサービスのための独占分野と、事業者間で競争が行われている非独占分野の間での内部補助が問題とされた事件が2001年に起きている。この当時のドイツでは、200グラム未満の郵便物の事業においてはドイツポストがユニバーサルサービスの提供を義務付けられる一方、法的独占を認められる構造であった。これに対し200グラム以上の小包については市場開放されており、事業者間での競争が行われていた。小包の輸送をおこなっていたユナイテッド・パーセル・サービス (UPS) は、ドイツポストが独占している郵便物市場で上げた利益から小包輸送市場へ内部補助を行い、競争を阻害したとして提訴した。
郵便物の輸送と小包の輸送では共通する設備を利用することがあり、そうした共通費をどのように按分するかが問題となるが、内部補助を検討する上では、ドイツポストが小包の輸送をまったく行わなかった場合に比べて、小包の輸送のためにどれだけ費用が増加したか（増分費用）を求め、これを小包市場からの収入で賄えるかが調査された。その結果、1990年から1995年までの間は増分費用を収入で賄えなかったと判断され、またその期間に独占の郵便物事業は利益を上げていたので、内部補助が行われていたと判断され、欧州連合競争法82条に違反したと裁定された。

### 高速道路
有料道路として整備される高速道路では、建設費を通行料金収入で賄うことになるが、その際に路線間で内部補助が行われることがある。日本の高速道路の場合、当初は路線別採算制であったため内部補助はなかったが、1972年（昭和47年）に全高速道路の建設費と料金収入を一括して計算する料金プール制に移行し、内部補助が発生することになった。このためプール制移行を答申した道路審議会において、路線別採算でおよそ30年で償還可能な路線、プール全体の採算に余裕がある場合にはおよそ35年で償還可能な路線に限定してプールに組み入れることとする基準が設けられた。
しかし、高度経済成長において自動車交通量が急激に伸びたことと、オイルショックにより物価が大きく上昇したことにより、先発路線と後発路線の差が大きくなることになった。先発路線は物価の安い時期に建設され、高度経済成長による交通量の増大と物価上昇に伴う通行料金の値上げで料金収入も大きくなり、採算性が極めて良くなったのに対して、後発路線は物価が高くなってからの建設となり、採算性を悪化させることになった。このため新規路線に対する建設費縮減努力が行われるとともに、内部補助の限界についての新しい議論が行われた。この結果、1985年（昭和60年）の道路審議会中間答申では、路線の建設費の半分までを内部補助に頼ってよいこととされた。
その後、高速道路民営化などを経て、料金収入により管理費を賄えない路線などに関しては、国や地方公共団体の費用負担によって高速道路を建設する新直轄方式が2003年（平成15年）に導入されている。
高速道路網において名神高速道路や東名高速道路などの先発路線の採算が良いと言っても、当初の建設時期に巨額の資金を東海道地域に集中投下して早い建設を実現し、これらの地域に利便をもたらしてきたことを考えれば、初期にはむしろほかの地域から東海道地域に補助してきたと考えることもできる。

### 鉄道
鉄道事業においては、多種多様のサービスを提供しているため、サービス間での内部補助を生じる場合があり、また長期にわたってサービスを提供するために年度間での内部補助を生じる場合があり、そして広大な地域にわたってサービスを提供するために地域間での内部補助を生じる場合がある。サービス間での内部補助は、旅客輸送と貨物輸送の間、短距離輸送と長距離輸送の間、普通乗車券と定期乗車券の間、急行列車と各駅停車の間、ピーク輸送と閑散時輸送の間など、様々なものを想定できる。このうち旅客と貨物の間については、事業を行う会社を分割することで内部補助を廃止する例がある。一方それ以外のサービス間については、運賃制度や列車運行体系などの問題として取り上げられることがもっぱらで、内部補助の問題としてはあまり意識されない。
地域間の内部補助については、たとえ路線単独で見て損失を出していても、他の路線への培養効果がある場合に維持する価値がある場合もある。そうではない場合は路線を廃止することが事業者にとっては合理的となるが、国民生活や経済の基盤として必要最低限の輸送手段を確保する必要があり、国民の所得の再分配に寄与するといったことから、社会的に維持することが求められる場合もある。そうした場合にどのような対応を取るべきかは政策の問題となる。
長らく独占的な交通手段であった鉄道においては、内部補助型の政策が展開され、あまねくネットワークを整備し輸送サービスの安定供給を図ってきた。しかしモータリゼーションの進展や航空輸送の発達により市場は競争的な環境に変化し、鉄道は経営難に陥るようになった。当初は自動車を規制することで鉄道を競争から守り、自動車と鉄道の共存関係を維持しようとする政策がとられたが、これは失敗に終わった。そこで各国で鉄道改革が試みられるようになった。
北アメリカにおいては、貨物輸送は十分な収益を見込めたのに対して、都市間旅客輸送の需要は激減して深刻な欠損を生じる部門となっていた。そこで1970年代にアメリカ合衆国とカナダの双方で鉄道改革が実施され、都市間旅客鉄道事業を営む公企業であるアムトラックとVIA鉄道がそれぞれ設立され、貨物鉄道会社から線路を借りて旅客列車を走らせる上下分離方式が採用された。これにより貨物事業から旅客事業への内部補助はなくなり、鉄道貨物輸送を復活させることに貢献したが、都市間旅客鉄道事業については公的な補助に依存して運営されている。
日本では、1987年（昭和62年）に国鉄分割民営化が実施され、鉄道が上下一体のまま地域分割された。ただし貨物については上下分離され、北アメリカとは逆に貨物列車が旅客鉄道会社の線路を借りて運行されるようになった。これにより旅客と貨物の間での内部補助はなくなった。また経営が好調な本州3社と、市場条件に恵まれない三島会社の間での内部補助もなくなり、三島会社は外部補助である経営安定基金の運用益に依存して運営されるようになった。しかし経営が好調な本州3社と言えども、その営業領域内には依然として不採算な路線も存在し、そうした路線については旧来型の内部補助によって維持されている。
1990年代に入るとヨーロッパで本格的な鉄道改革が実施された。ヨーロッパでは上下分離方式が導入され、公的な主体が線路を管理し、そこにオープンアクセス方式により競争的な民間企業による列車運行が行われるようになった。これにより過大な線路維持費用の負担から企業が解放されるとともに、線路の維持が公的負担により実施されることになり、内部補助による鉄道政策が外部補助方式に移行することになった。

### 民間保険
経済原理に基づいて契約される民間保険においては、保険契約者が支払う保険料と、受け取る保険金の期待値（リスクと保険金の積）は（保険会社の利益や経費を除けば）一致しなければならない。しかし、保険契約者には高リスク者と低リスク者が混在しており、この場合低リスク者は高リスク者のためにコストを負担していることになり、内部補助が行われている。これに対して社会保険制度は、社会的な助け合いの目的で行われているのであって経済原理に基づいているのではなく、当初から内部補助が目的であるといえる。
民間保険において内部補助が存在することは、契約者間での不公平を招く。また高リスク者にとっては保険料が安くなり、低リスク者にとっては保険料が高くなることを意味するので、本来の需要に比べて過大または過少な需要を生み出すことになり、資源配分の効率性が損なわれる。それでも内部補助が許容される場合があり、たとえば費用を投じて低リスク者向けの保険を開発しても、その費用により保険料を安くできない、あるいは高リスク者を弾くための費用が高くて保険料を安くできない場合が考えられる。また高リスクと低リスクを分別するよりも共同加入することで経費を節減できる場合もある。
民間保険での内部補助に対して、リスクを細分化してできる限り公平な保険料の設定を行うという対策がある。これは低リスク者を選別して低い保険料率を設定することによって行われる。しかし内部補助が縮小すると、高リスク者に対する保険料が上昇し、高リスク者が保険を契約しなくなって、特に賠償責任を負う事故の場合に補償ができなくなり、被害者にリスクが移転するという問題もある。

## 管理会計における内部相互補助
事業部制の組織において、各事業部の業績を評価する際には、各事業部で管理可能ではない経費を含めることは適当ではないとされる。しかし実際には、事業部の支出ではない本社費や共通費を各事業部に配賦した後の利益で業績評価をおこなっている企業は存在しており、このような方法は本社や共通部門に牽制機能が働いて経費を抑える効果があるとされる。
この配賦の考え方には、本社や共通部門からのサービスの受益者がその応分の費用を負担すべきであるという考え方と、受益の程度によらずに負担力のある事業部が費用を負担すべきであるという考え方がある。後者の考え方では、より多くの利益を上げた事業部が負担能力があることになり、事業部の利益に応じて配賦額を決定することになる。後者の考え方が内部相互補助に相当する。
原価を発生させる要因を明らかにし、その程度に応じて原価を負担すべきであるという原則に基づけば、本社費・共通費の配賦においてもサービスを受けた程度に応じて負担させる方が原則に忠実である。しかし、正確性を追求した配賦が必ずしも企業全体にとって最適ではなく、内部相互補助を行うことで事業部への資源配分において非効率性を抑える可能性があると指摘されている。

### 書籍
- 斎藤峻彦『鉄道政策の改革』（初版）成山堂書店、2019年8月8日。ISBN 978-4-425-96301-0。

### 論文・雑誌記事
- 杉山武彦「内部補助の意義と問題点」『運輸と経済』第45巻第9号、運輸調査局、1985年9月、55 - 61頁。
- 山口真弘「鉄道事業の内部補助」『運輸と経済』第61巻第11号、運輸調査局、2001年11月、22 - 32頁。
- 岡野行秀「内部補助（cross-susidization）の概念」『高速道路と自動車』第28巻第7号、高速道路調査会、1985年7月、35 - 38頁。
- 稲垣忠男「高速道路の内部補助について」『高速道路と自動車』第28巻第7号、高速道路調査会、1985年7月、39 - 42頁。
- 山内弘隆「内部補助の考え方」『都市問題研究』第38巻第11号、都市問題研究会、1986年11月、53 - 72頁。
- 西村暢史「欧州競争法における内部補助を背景とした市場支配的地位の濫用規制」『富山大学紀要』第49巻第2号、富山大学、2003年11月、17 - 45頁、doi:10.15099/00001850。
- 堀雅通「現代鉄道政策の展開過程と鉄道改革」『作新地域発展研究』第1巻、作新学院大学、2001年3月、25 - 34頁、doi:10.18925/00000007。
- 堀田一吉「民間保険における内部補助の合理性と限界」（PDF）『文研論集』第130巻、生命保険文化研究所、2000年3月、51 - 83頁。
- 中村敬之「内部補助と地域交通」『レファレンス』第36巻第1号、国立国会図書館、1986年1月、31 - 53頁。
- 森統「内部補助をめぐる若干の考察」『經濟論叢』第141巻第2 - 3号、1988年2月、161 - 181頁、doi:10.14989/134226。
- 渡邊章好「本社費・共通費配賦における内部相互補助の論理」『原価計算研究』第30巻第2号、2006年、20 - 32頁、doi:10.20747/jcar.30.2_20。